# Episodi de Il falco della strada
| nº | Titolo originale            | Titolo italiano            | Prima TV USA     | Prima TV Italia |
| -- | --------------------------- | -------------------------- | ---------------- | --------------- |
| 1  | Street Hawk (Pilot)         | La nascita del falco       | 4 gennaio 1985   |                 |
| 2  | A Second Self               | Il pilota fantasma         | 11 gennaio 1985  |                 |
| 3  | The Adjuster                | Caccia all'uomo            | 18 gennaio 1985  |                 |
| 4  | Vegas Run                   | Testimone scomodo          | 25 gennaio 1985  |                 |
| 5  | Dog Eat Dog                 | La prova                   | 1º febbraio 1985 |                 |
| 6  | Fire On The Wing            | L'insospettabile           | 8 febbraio 1985  |                 |
| 7  | Chinatown Memories          | Troppi ricordi a Chinatown | 15 febbraio 1985 |                 |
| 8  | The Unsinkable 453          | Un prigioniero di troppo   | 22 febbraio 1985 |                 |
| 9  | Hot Target                  | Cuore di computer          | 1º marzo 1985    |                 |
| 10 | Murder Is A Novel Idea      | Verità pericolosa          | 8 marzo 1985     |                 |
| 11 | The Arabian                 | Il vero e il falso         | 2 maggio 1985    |                 |
| 12 | Female Of The Species       | Uno strano caso            | 9 maggio 1985    |                 |
| 13 | Follow The Yellow Gold Road | La strada dell'oro         | 16 maggio 1985   |                 |

## La nascita del falco
- Titolo originale: Street Hawk (Pilot)
- Diretto da: Virgil W. Vogel
- Scritto da: Hannah Louise Shearer

### Trama
Jesse Mark è un poliziotto della squadra motociclisti; non è proprio senza difetti, ma è onesto e benvoluto; un giorno va con il collega Miller ad un raduno di moto, e casualmente assiste ad un crimine che coinvolge vari criminali; Jesse e Miller vengono scoperti e scappano in moto, ma sono inseguiti dai criminali e uno di loro, un pregiudicato di nome Anthony Corrido, sperona i due; Miller muore, mentre Jesse si ritrova con il ginocchio rovinato e inservibile; il suo superiore, il capitano Altobelli, gli spiega che le indagini andranno avanti ma lui non è più idoneo al servizio attivo, però qualcun altro gli offre un'alternativa. Un ingegnere chiamato Norman Tuttle gli offre di partecipare ad un programma sperimentale del governo federale, e in cambio gli propone di pagare una costosa operazione per il ginocchio (che, non essendo ancora stata approvata dalle autorità, non era coperta dal dipartimento).
Jesse accetta, si sottopone all'operazione e comincia il recupero e la fisioterapia necessaria; fatto questo, Norman gli mostra il suo progetto: una motocicletta avveniristica denominata Street Hawk, capace di raggiungere 200 miglia all'ora, saltare di quasi 30 m in aria, armata con due mitragliatrici e un laser e in grado di correre altrettanto bene in strada e fuori strada. Il primo incarico di Jesse sarà dimostrare la validità del progetto trovando e catturando gli stessi delinquenti che hanno causato la morte di Miller.
Dopo averli trovati, Jesse riuscirà a prendersi la rivincita contro Anthony Corrido, che stavolta avrà un incidente fatale. Nelle pause dal suo incarico segreto Jesse deve tenere in piedi la sua copertura come addetto alle pubbliche relazioni, cosa che lo mette continuamente sotto lo sguardo vigile del capitano Altobelli.
- Altri interpreti: Lawrence Pressman (Thomas Miller), Robert Beltran (Marty Walsh), Christopher Lloyd (Anthony Corrido), Raymond Singer (Bernie Goldberg), John Carter (Elliott Kirby), Doug Cox (Freddie Williams), Larry McCormick (Reporter #1), Brian Thompson (Punk #1), Sam Vlahos (Car Salesman), Randy Polk (Dom Bazilian), Joe Marmo (Tow Truck Driver), David Whitfield (Impound Officer), Teri Beckerman (Reporter #4), Biff Yeager (Supermarket Driver), James Avery (Councilman Waters), Janet Winter (Mrs. O'Connor), Momo Yashima (Reporter #3), Aleana Downs (Girl #1), R.J. Adams (Officer Holt), Richard Epcar (Farnsworth).

## Il pilota fantasma
- Titolo originale: A Second Self
- Diretto da: Virgil W. Vogel
- Scritto da: Nicholas Corea

### Trama
Jesse e Norman, utilizzando il Falco della Strada, tentano di catturare dei ladri d'auto che seminano il terrore in città. Intanto Jesse rivede il suo vecchio amico Kevin.

## Caccia all'uomo
- Titolo originale: The Adjuster
- Diretto da: Virgil Wogel
- Scritto da: Nicholas Corea

### Trama
Jesse lavora con un poliziotto di New York al fine di catturare un ladro di gioielli. Ma i metodi violenti del suo nuovo collega non convincono Jesse, che si fa aiutare da Norman nelle indagini.

## Testimone scomodo
- Titolo originale: Vegas Run
- Diretto da:
- Scritto da:

### Trama
Jesse e Norman aiutano Linda, una ballerina di Las Vegas, inseguita da dei mafiosi dopo aver accettato di testimoniare contro il suo fidanzato. Le cose si complicano quando anche la sorella di Linda viene rapita.

## La prova
- Titolo originale: Dog Eat Dog
- Diretto da:
- Scritto da:

### Trama
Una cantante diventa il bersaglio di un agente discografico, dopo aver assistito ad un omicidio ed essere entrata in possesso, senza saperlo, di una videocassetta in cui è registrato un omicidio. Jesse, sia come poliziotto e anche a bordo del Falco della Strada, cerca di aiutare la ragazza.

## L'insospettabile
- Titolo originale: Fire On The Wing
- Diretto da:
- Scritto da:

## Troppi ricordi a Chinatown
- Titolo originale: Chinatown Memories
- Diretto da:
- Scritto da:

## Un prigioniero di troppo
- Titolo originale: The Unsinkable 453
- Diretto da:
- Scritto da:

### Trama
A bordo del Falco Solitario, Jesse tenta, senza successo di sventare un'evasione. Indagando con l'aiuto di Norman, Jesse scopre che l'evaso dovrà collaborare ad una rapina.

## Cuore di computer
- Titolo originale: Hot Target
- Diretto da: Harvey Laidman
- Scritto da:

### Trama
Le prove inerenti al furto di alcuni fucili laser portano Jesse e Norman ad un laboratorio in cui lavora un'ex fidanzata di quest'ultimo. Intanto Jesse deve anche scrivere un discorso per il Capitano Altobelli, che deve presenziare ad una premiazione.

## Verità pericolosa
- Titolo originale: Murder Is A Novel Idea
- Diretto da:
- Scritto da:

## Il vero e il falso
- Titolo originale: The Arabian
- Diretto da:
- Scritto da:

### Trama
Jesse indaga sul furto di un cavallo da corsa. Nelle indagini verrà affiancato da una bella agente assicurativa.

## Uno strano caso
- Titolo originale: Female Of The Species
- Diretto da:
- Scritto da:

## La strada dell'oro
- Titolo originale: Follow The Yellow Gold Road
- Diretto da: Daniel Haller
- Scritto da: Burton Armus

### Trama
In città si susseguono vari furti d'oro: la polizia indaga e nel frattempo deve anche tenere a bada un gruppo di cittadini che si sono improvvisati vigilantes. Nel frattempo Norman è alle prese con il malfunzionamento del Falco.